# Ingrid Martz
Íngrid Martz de la Vega (Mexico City, 17. rujna, 1979.) meksička je glumica. Najpoznatija je po ulogama u telenovelama.

## Filmografija
| Godina        | Naslov                            | Uloga                         | Vrsta               |
| ------------- | --------------------------------- | ----------------------------- | ------------------- |
| 2010.         | Zacatillo, un lugar en tu corazón | Karla                         | telenovela          |
| 2009.         | Adictos                           | -                             | televizijska serija |
| 2007.         | Tormenta en el paraíso            | Karina Rosemberg              | telenovela          |
| 2007.         | RBD: La familia                   | Claudia                       | televizijska serija |
| 2007.         | Objetos perdidos                  | Stephanie                     | televizijska serija |
| 2007.         | XHDRbZ                            | Ignelia Troncoso              | televizijska serija |
| 2006.         | Así del precipicio                | Hanna                         | film                |
| 2006.         | Slomljeno srce                    | Renata San Llorente de Aragón | telenovela          |
| 2005.         | Vecinos                           | Samantha Rosas                | televizijska serija |
| 2005.         | Pablo y Andrea                    | Alma                          | telenovela          |
| 2004.         | Rubi                              | Lorena Treviño                | telenovela          |
| 2004.         | Amarte es mi pecado               | Renata Quiroga                | telenovela          |
| 2003.         | Istinska ljubav                   | Pilar Piquet                  | telenovela          |
| 2001. – 2006. | Mujer, casos de la vida real      | -                             | televizijska serija |
| 2001. – 2002. | El juego de la vida               | Gina Guzmán                   | telenovela          |
| 2001.         | Pravo na rođenje                  | Leonor Castro                 | telenovela          |
| 2000.         | Carita de ángel                   | Domenica Rossi                | telenovela          |
| 1999. – 2000. | Mujeres engañadas                 | Adriana                       | telenovela          |
| 1999.         | Inesperado amor                   | -                             | film                |
| 1999.         | La segunda noche                  | Direktorova asistentica       | film                |
| 1999.         | ¿Qué nos pasa?                    | -                             | televizijska serija |
| 1998.         | Preciosa                          | Alma San Roman                | telenovela          |
| 1998.         | Otimačica                         | -                             | telenovela          |
| 1997.         | María Isabel                      | Amiga Gloria                  | telenovela          |

## Vanjske poveznice
1. ↑  Zacatillo, la nueva novela mexicana que se estrena en GamaTV  Arhivirana inačica izvorne stranice od 8. travnja 2014. (Wayback Machine) 14 April 2010 "La guapísima actriz mexicana Íngrid Martz da vida a la protagonista de la historia (Karla Abreu)."

- Ingrid Martz u internetskoj bazi filmova IMDb-u (engl.)
- Ingrid Martz na alma-latina.net